# Henrik Sjöbring
Per Henrik Nils Sjöbring, född 9 juli 1879 i Aringsås, död 19 februari 1956, var en svensk läkare och professor i psykiatri.

## Biografi
Sjöbring disputerade 1913 vid Uppsala universitet och var professor i psykiatri vid Lunds universitet 1930-1944. Han har blivit mest känd för sina variabler för beskrivning av personlighetstyper. Hans så kallade konstitutionsfaktorer (Sjöbrings konstitutionsteori) benämndes: 
1. kapacitet (intelligens)
2. validitet (psykisk energi)
3. stabilitet (jämvikt i grundstämningen)
4. soliditet (fasthet, tröghet, tenacitet)

Med hjälp av dessa variabler kan alla människor kategoriseras som antingen normala, super- eller sub- till exempel subkapabel (ointelligent), subvalid (brist på psykisk energi), normosolid, superstabil och så vidare.